# King Soopers
King Soopers est une marque de supermarché détenue par Kroger et située aux États-Unis dans les Rocheuses. Son siège est à Denver, dans le Colorado.

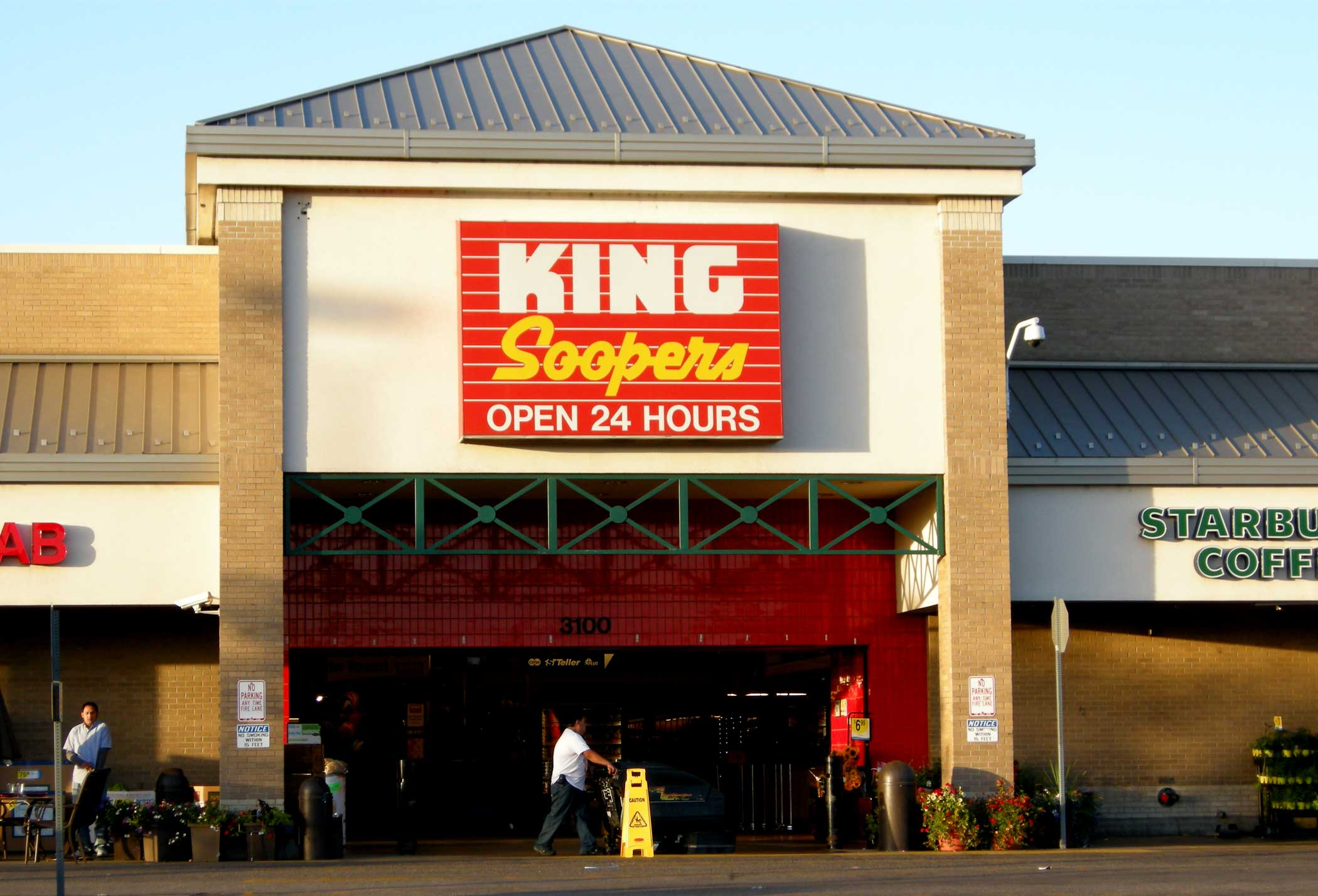
Magasin King Soopers, Arvada (Magasin # 620-00019)

King Soopers a une présence significative dans l'état du Colorado du côté oriental des Rocheuses. Les magasins sont situés le long du Front Range (un couloir urbain), allant de Cheyenne, Wyoming, à Pueblo, Colorado. Il y a aussi quelques magasins situés à l'ouest de Denver et de Colorado Springs.
En 1947, Lloyd J. King et Charles W. Houchens ouvrent le premier magasin King Soopers à Arvada, dans le Colorado. En quelques années, King Soopers passe à neuf magasins; en 1957, la chaîne est rachetée par Dillons. En 1983, Dillons fusionne avec Kroger, et King Soopers devient par conséquent une filiale de Kroger.
Le 22 mars 2021, un magasin King Soopers à Boulder dans l'État fédéré du Colorado, a été le site d'une fusillade au cours de laquelle dix personnes ont été tuées. 